# Zombies (téléfilm, 2018)
Pour les articles homonymes, voir Zombies (homonymie).
Série
Zombies 2
(2020)
Pour plus de détails, voir Fiche technique et Distribution.
Zombies (stylisé Z-O-M-B-I-E-S) est un téléfilm musical américain, faisant partie de la collection des Disney Channel Original Movies, réalisé par Paul Hoen et diffusé pour la première fois le 16 février 2018 sur Disney Channel. et le 12 mai 2018 sur Disney Channel France.
Le film est porté par Milo Manheim et Meg Donnelly, le film raconte l'histoire d'un zombie joueur de football dans l'équipe du lycée de Seabrook High et l'humaine cheerleader Addison qui tombent amoureux et doivent tenter de se faire accepter par les deux mondes pourtant opposés.
Le 11 février 2019, Disney Channel commande la production d'un second opus après le succès de Zombies, Zombies 2, prévu pour le 14 février 2020. et le 20 octobre 2020 sur Disney Channel France.

## Synopsis
Il y a 50 ans, dans la communauté de Seabrook, un accident est survenu à la centrale de Seabrook. Cet accident a provoqué une explosion qui a fait de la moitié de la population de Seabrook des zombies. Ceux qui n'ont pas été affectés ont construit un mur qui sépare le territoire zombie, baptisé Zombietown, du reste de Seabrook. Plus tard, le gouvernement a conçu des bracelets électroniques pour les zombies, appelés Z-Bands ( ou Bracelet-Z ), qui fournissent des impulsions électromagnétiques apaisantes pour empêcher les zombies d'avoir faim de cerveaux.
Aujourd'hui, des étudiants zombies de Zombietown sont transférés au lycée humain de Seabrook High, où la vie est remplie d'uniformité, de traditions et de rassemblements festifs.
Zed se présente aux téléspectateurs en les guidant dans la vie à Zombietown, sa petite sœur Zoey qui ne peut pas avoir de chien et son père Zevon tout en planifiant de rejoindre l'équipe de football américain. De l'autre côté de la clôture, Addison se présente aux téléspectateurs en leur racontant son rêve d'intégrer l'équipe de cheerleading réputée de Seabrook et révèle que ses parents l'obligent à porter une perruque pour cacher ses cheveux naturellement blancs, puisqu'ils sont convaincus que sa différence ne serait jamais acceptée si elle était découverte. Ses parents sont Missy, maire de Seabrook, et Dale, qui supervise la Zombie Patrol, la force de police de la ville chargée de protéger les humains des attaques de zombies.
Addison et Zed se rencontrent dans le Zombie Safe Room (la pièce de sécurité anti-zombie), et ils commencent à parler. Quand Addison se rend compte que Zed est un zombie, elle le frappe au visage mais le regrette immédiatement, et les deux deviennent amis et tombent vite amoureux. Ils ne sont pas censés être ensemble, gardent leur amour secret, mais les amis de Zed, Eliza et Bonzo, viennent à le savoir bientôt. Pour gagner des matchs de football, Zed fait en sorte qu'Eliza pirate son Z-Band pour le rendre un peu plus zombie et ainsi le rendre plus performant. Cela le contraint à subir une douleur intense au poignet et des éruptions cutanées sur cette zone. Le cousin égocentrique d'Addison, Bucky, devient jaloux que Zed ait plus d'attention que lui.
Le jour du grand match de football, Bucky découvre la vérité à propos du Z-Band de Zed et Stacey, Tracey et Lacey volent l'ordinateur portable d'Eliza et piratent les Z-Bands de Zed, Eliza et Bonzo, les transformant en zombies complets. La sécurité les capturent et les ramènent à Zombietown. Plus tard, Addison crie à la foule, leur disant que c'est à cause d'eux que Zed s'est transformé en Zombie complet. Elle arrache alors sa perruque et dévoile ses cheveux blancs.
À la suite de l'incident, Addison déclare aux téléspectateurs que Bucky l'a retirée de l'équipe. Bucky a ensuite renvoyé trois membres de son groupe de cheerleading en raison de leur sympathie envers les zombies.
Le jour de la compétition des cheerleaders, Addison et Bree trouvent Zed et Bonzo essayant d'empêcher Eliza de saboter la compétition, et après qu'Eliza parle avec ses amis, elle se rend compte que ce n'est pas la bonne chose à faire. L'équipe de Bucky échoue parce qu'ils n'ont pas assez de membres, alors Zoey les rejoint et tente de les aider. Au début, Zoey est huée par la foule, mais avec l'aide d'Addison et de Zed, les zombies et les pom-pom girls se rassemblent pour le bonheur de tous. Zed et Addison se disent qu'ils s'aiment.
Plus tard, tout le monde va à une fête de quartier à Zombietown. Zoey obtient finalement son chien, les zombies et les humains se mélangent désormais librement.

## Fiche technique
Sauf indication contraire, les informations mentionnées dans cette section peuvent être confirmées par la base de données cinématographiques IMDb,  présente dans la section « Liens externes ».
- Titre original et français : Z-o-m-b-i-e-s
- Réalisation : Paul Hoen
- Scénario : David Light et Joseph Raso
- Direction artistique : Mark Hofeling
- Décors : Jim Lambie
- Costume : Rita McGhee
- Photographie : Robert Brinkmann
- Musique : George S. Clinton
- Montage : Lisa Robison
- Casting : Danielle Aufiero, Stephanie Gorin et Amber Horn
- Sociétés de production : Walt Disney Television
- Société de distribution : Disney Channel
- Pays d'origine :  États-Unis
- Langue originale : anglais
- Format : couleur - 35 mm - 16:9 - son stéréo
- Durée : 94 minutes
- Dates de première diffusion :
  - États-Unis : 16 février 2018 sur Disney Channel US
  - France : 12 mai 2018 sur Disney Channel France

## Distribution
- Milo Manheim (VFB : Grégory Praet) : Zed, un zombie qui rêve de jouer dans l'équipe de football du lycée, et petit-ami d'Addison.
- Meg Donnelly (VFB : Audrey d'Hulstère) : Addison, une humaine qui rêve de devenir cheerleader, et petite-amie de Zed.
- Trevor Tordjman (VFB : Alexis Flamant) : Bucky, cousin d'Addison et capitaine des cheerleaders.
- Kylee Russell (VFB : Shérine Seyad) : Eliza, meilleure amie zombie de Zed.
- Carla Jeffery (VFB : Sophie Pyronnet) : Bree, meilleure amie d'Addison qui rêve aussi d'intégrer l'équipe des cheerleaders.
- Kingston Foster (VFB : Apolline Guyot) : Zoey, petite sœur de Zed qui rêve d'avoir un chien, car les zombies n'ont pas le droit d'avoir d'animaux de compagnie.
- James Godfrey (VFB : Sébastien Hébrant) : Bonzo, meilleur ami de Zed et Eliza.
- Naomi Snieckus (en) (VFB : Célia Torrens) : Ms. Lee
- Jonathan Langdon (VFB : Alain Eloy) : Coach
- Paul Hopkins (VFB : Franck Dacquin) : Dale, père d'Addison.
- Marie Ward (VFB : Sandrine Henry) : Missy, mère d'Addison.
- Tony Nappo (VFB : Benoît Van Dorslaer) : Zevon, père de Zed et Zoey.
- Emilia McCarthy (VFB : Laëtitia Liénart) : Lacey, cheerleader amie avec Bucky.
- Mickeey Nguyen (VFB : Alessandro Bevilacqua) : Tracey, cheerleader ami avec Bucky.
- Jasmine Renee Thomas (VFB : Julie Dacquin) : Stacey, cheerleader amie avec Bucky.
Version française
  - Société de doublage : Dubbing Brothers 
  - Direction artistique : Véronique Fyon
  - Adaptation des dialogues : Caroline Vandjour, Nadine Delanoë

## Production
La production du film a commencé en mai 2017,
Le clip vidéo de la première chanson du film : BAMM a été diffusé le 27 octobre 2017 à la suite de la première diffusion du premier épisode de la saison 2 de la série télévisée Andi, le clip réunit aujourd'hui plus de 4 millions de vues.
Il est annoncé en janvier 2018 que le film sera diffusé pour la première fois le 16 février 2018, c'est la seconde fois depuis Ma pire journée sorti en 2015 qu'un Disney Channel Original Movie est diffusé en début d'année.
La bande originale du film est sortie le 16 février 2018 en même temps que la première diffusion du film réunissant les 10 chansons que propose le film. Dès sa sortie, elle s'est positionnée à la 6e place du top iTunes aux États-Unis et 3e du top iTunes consacré aux bandes-originales pour le même pays.
Les extraits du film avec les chansons ont été publiés sur YouTube dès le lendemain de la diffusion du film, et réunissent pour la plupart aujourd'hui plusieurs millions de vues chacun.

## Chansons du film
La bande originale du film est sortie le 16 février 2018 sous le label Walt Disney Records. Toutes les chansons ont été dévoilées ce jour-là à l'exception de BAMM, sortie le 27 octobre 2017.
1. My Year - le casting de ZOMBIES
2. Fired Up - le casting de ZOMBIES
3. Someday - Milo Manheim & Meg Donnelly
4. BAMM, Milo Manheim, Meg Donnelly & Kylee Russell
5. Someday (Ballad) - Milo Manheim & Meg Donnelly
6. Stand, Meg Donnelly & Trevor Tordjman
7. Fired Up (Competition) - le casting de ZOMBIES
8. BAMM (Zombies Block Party) - le casting de ZOMBIES
9. Our Year - le casting de ZOMBIES
10. Pep Rally - le casting de ZOMBIES

## Audiences
Le film a été diffusé pour la première fois aux États-Unis sur Disney Channel le 16 février 2018 après un épisode de la série télévisée Andi. Pour sa première diffusion à 20h00, Zombies a réuni 2 570 000 téléspectateurs sur la chaîne familiale dont 460 000 personnes âgées entre 18 et 49 ans.